# Диванадат магния
Диванадат магния — неорганическое соединение,
соль магния и пированадиевой кислоты с формулой Mg2V2O7,
кристаллы.

## Получение
- Сплавление стехиометрических количеств оксидов магния и ванадия:

{\displaystyle {\mathsf {2MgO+V_{2}O_{5}\ {\xrightarrow {950^{o}C}}\ Mg_{2}V_{2}O_{7}}}}

## Физические свойства
Диванадат магния образует кристаллы
триклинной сингонии,
пространственная группа P 1,
параметры ячейки a = 1,3767 нм, b = 0,5414 нм, c = 0,4912 нм, α = 81,42°, β = 106,83°, γ = 130,33°, Z = 2.